# HR Lupi
HR Lupi (HR Lup) es una estrella de la constelación de Lupus, el lobo, de magnitud aparente +5,76. Se encuentra, de acuerdo a la nueva reducción de los datos de paralaje de Hipparcos, a 361 ± 13 años luz de distancia del sistema solar.
Es miembro de la Asociación estelar Scorpius OB2-3, a la que también pertenecen δ Lupi, ε Lupi y η Lupi, todas ellas también en la constelación de Lupus.
HR Lupi es una subgigante blanco-azulada de tipo espectral B8IV.
Su temperatura efectiva es de 12.000 K y su luminosidad es 117 veces mayor que la luminosidad solar.
Tiene un radio 2,5 veces más grande que el del Sol y completa un giro sobre sí misma en 0,88 días.
Su masa es 3,1 veces mayor que la masa solar pero no existe consenso en cuanto a su edad; mientras una fuente señala una edad de 63 millones de años, otra eleva esta cifra hasta los 141 millones de años.
No presenta exceso en la radiación infrarroja emitida a 24 μm, por lo que no parece estar rodeada por un disco de polvo circunestelar.
HR Lupi es una variable Alfa2 Canum Venaticorum que presenta una variación de brillo de 0,05 magnitudes.
Es una estrella químicamente peculiar —en concreto muestra líneas de absorción fuertes de silicio— con un gran campo magnético efectivo <Be> de 2173 G, más del doble del de Cor Caroli (α2 Canum Venaticorum) y comparable al de KQ Velorum o V911 Scorpii.
Asimismo, HR Lupi forma un sistema binario con una compañera estelar cuya separación respecto a ella es de 1,22 segundos de arco.
Se piensa que la acompañante es una estrella presecuencia principal de tipo espectral K2-K3V con una masa de 1,17 masas solares.